# Каталонска компания
Каталонска компания в Ориента или Каталонска дружина в Ориента (на каталонски: Companyia Catalana d'Orient) е военно формирование от наемници алмогавари, наети от Роже де Флор. Участват по молба на Византия в нейните сражения в Мала Азия срещу османците в края на XIII и началото на XIV век. Тази компания в началото на XIV в. постига първите (и, за съжаление, последни) сериозни успехи срещу експанзията на малоазийските бейлици
През 1299 г. Осман I обявява османския бейлик за независим от Иконийския султанат, сам се провъзгласява за султан и започва интервенция във Витиния. По-далечната му цел са владенията на Византийската империя. Византийският император Андроник II предприема военна кампания срещу турците в района на Мармара, Североизточна Анатолия, Витиния и Мизия, започнала през 1303 и продължила с променлив успех до 1313 г.
През 1303 г. император Андроник II Палеолог продължава да губи битките с османците (например битката при Бафей). Той наема отряд свободни наемници – каталонски алмогавари под предводителството на Роже де Флор, освободени от задълженията си към Педро III Арагонски. Същата година Роже де Флор дебаркира с 39 галери в Константинопол, стоварвайки около 1500 конници и 4000 алмогавари-пехотинци за борба с османците. през пролетта и лятото на 1303 г. те трябва да изтласкат турците на безопасно разстояние от подстъпите на Константинопол.
С благословията на императора Роже се жени за дъщеря на Иван Асен III.
Каталонската компания постига значими успехи, успявайки да отблъсне турците във Витиния, разбивайки на няколко пъти турците, но скоро между нея и византийския император възникват разногласия, включително финансови. Край Лидийска Филаделфия – последната свободна византийска крепост в Мала Азия, умелите алмогавари оставят на бойното поле труповете на 20 000 турски войници от Айдънския бейлик.
Зимуващи в Кизик и осъзнаващи позицията си в една зле управлявана имперска военна кампания, каталонците изискват да им се плати цена, непосилна за Византия. На 30 април 1305 г. Роже де Флор е убит по време на пир в Одрин от специално наети за целта 1000 алани от византийския император. Това е последвано от кървава каталонска вендета.
След случилото се Византия губи всички извоювани в Мала Азия придобивки, а османците застават начело на европейския удж. Последва серия от завоевания на най-важните градове в Мала Азия – Бруса, Никея и Никомедия.
В следващите години Каталонската компания предлага услугите си на южноевропейски владетели, държащи територии в днешна Гърция. Рамон Мунтанер е нейният летописец, от когото научаваме сведения за нейните подвизи.
През 1310 г. Рожер Деслор предлага услугите на Каталонската компания на Валтер V дьо Бриен, херцог на Атина. В рамките на година компанията успява да неутрализира враговете на херцога, но той отказва да плати за услугата. Компанията завладява Атинското херцогство след битката при Алмирос в Тесалия на 15 март 1311 г., след което превзема град Тива, установявайки контрол върху цялата територия на херцогството.